# Totoral megye
Totoral egy megye Argentínában, Córdoba tartományban. A megye székhelye Villa del Totoral.

## Települések
Önkormányzatok és települések (Municipios y comunas)
- Candelaria Sud
- Cañada de Luque
- Capilla de Sitón
- La Pampa
- Las Peñas
- Los Mistoles
- Sarmiento
- Simbolar
- Sinsacate
- Villa del Totoral